# Euprox
L'euproce (gen. Euprox) è un mammifero artiodattilo estinto, appartenente ai cervidi. Visse tra il Miocene medio e il Miocene superiore (circa 16 - 9 milioni di anni fa) e i suoi resti fossili sono stati ritrovati in Europa e in Asia.

## Descrizione
Questo animale doveva essere molto simile agli odierni muntiac, e anche le dimensioni dovevano essere paragonabili; è probabile che questo animale superasse di poco il metro di altezza. Le zampe erano lunghe e snelle, mentre il corpo doveva possedere un dorso leggermente arcuato. Euprox possedeva due corte corna sopra le orbite, formate da uno stelo principale e da una corta proiezione anteriore. La principale differenza tra Euprox e gli altri cervi primitivi miocenici era data dalla presenza di una vera e propria rosetta, ancor più evidente che nell'affine Heteroprox, che indicava il limite tra il segmento deciduo e quello permanente dei palchi.

## Classificazione
Euprox è stato descritto per la prima volta da Stehlin nel 1928 sulla base di resti provenienti dal Miocene medio della Germania. In seguito sono stati scoperti numerosi altri resti di questo animale in un vasto territorio comprendente Asia (principalmente Cina) ed Europa (Germania, Austria, Polonia, Svizzera, Spagna) in terreni del Miocene medio e superiore. 

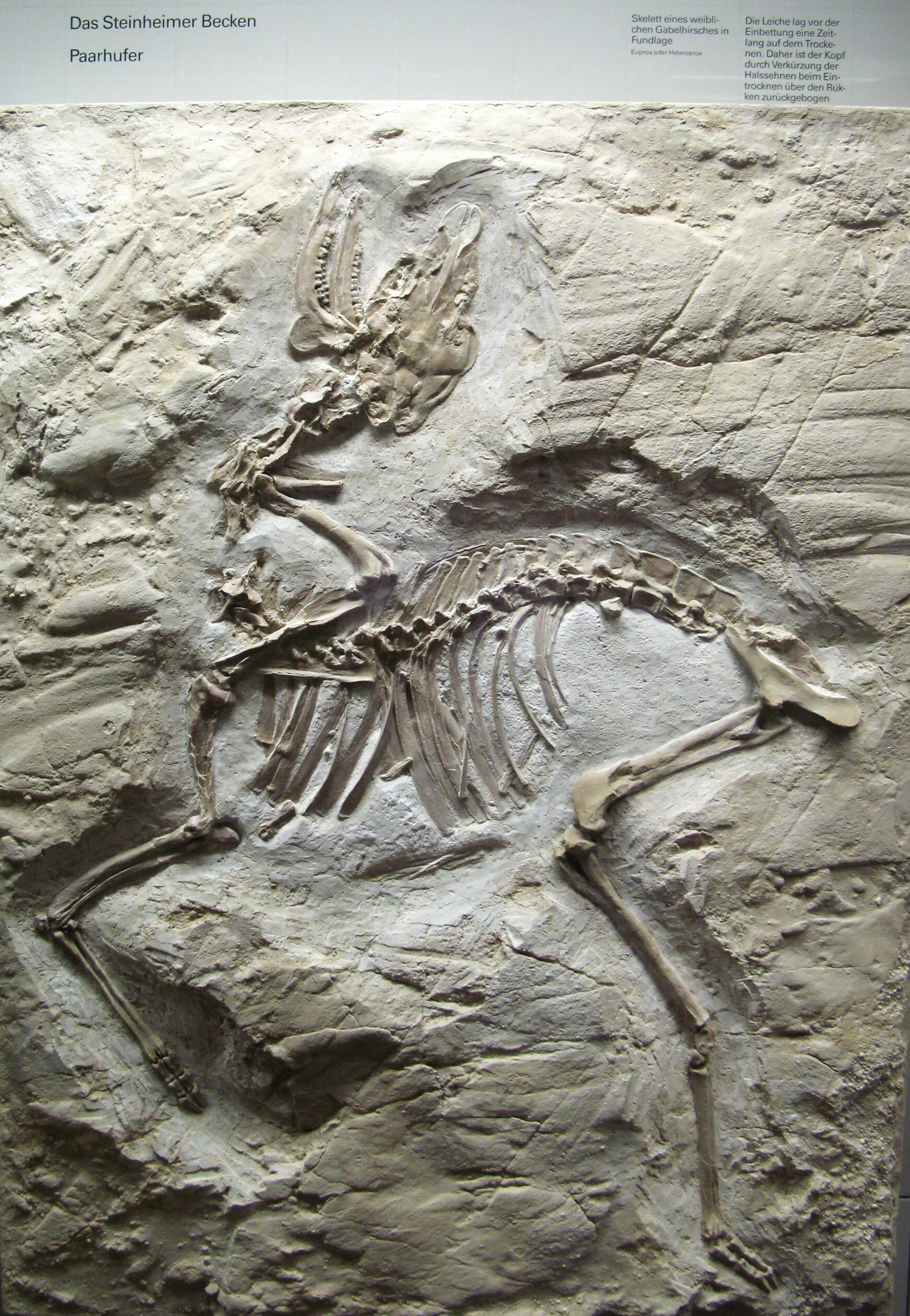
Fossile di femmina di cervo, attribuibile a Euprox o a Heteroprox

Ad Euprox sono state attribuite numerose specie: tra queste, da ricordare E. dicranocerus rinvenuta in Spagna, E. furcatus dell'Europa centrale, e le cinesi E. altus (snello e di dimensioni modeste) ed E. robustus (di grosse dimensioni).
Euprox fa parte di una radiazione evolutiva di cervidi del Miocene medio che svilupparono per la prima volta vere e proprie corna caduche, derivati probabilmente da forme primitive come Stehlinoceros e Lagomeryx. Generi affini ad Euprox sono il già citato Heteroprox, il ben noto Dicrocerus e il successivo Amphiprox, più specializzato. 

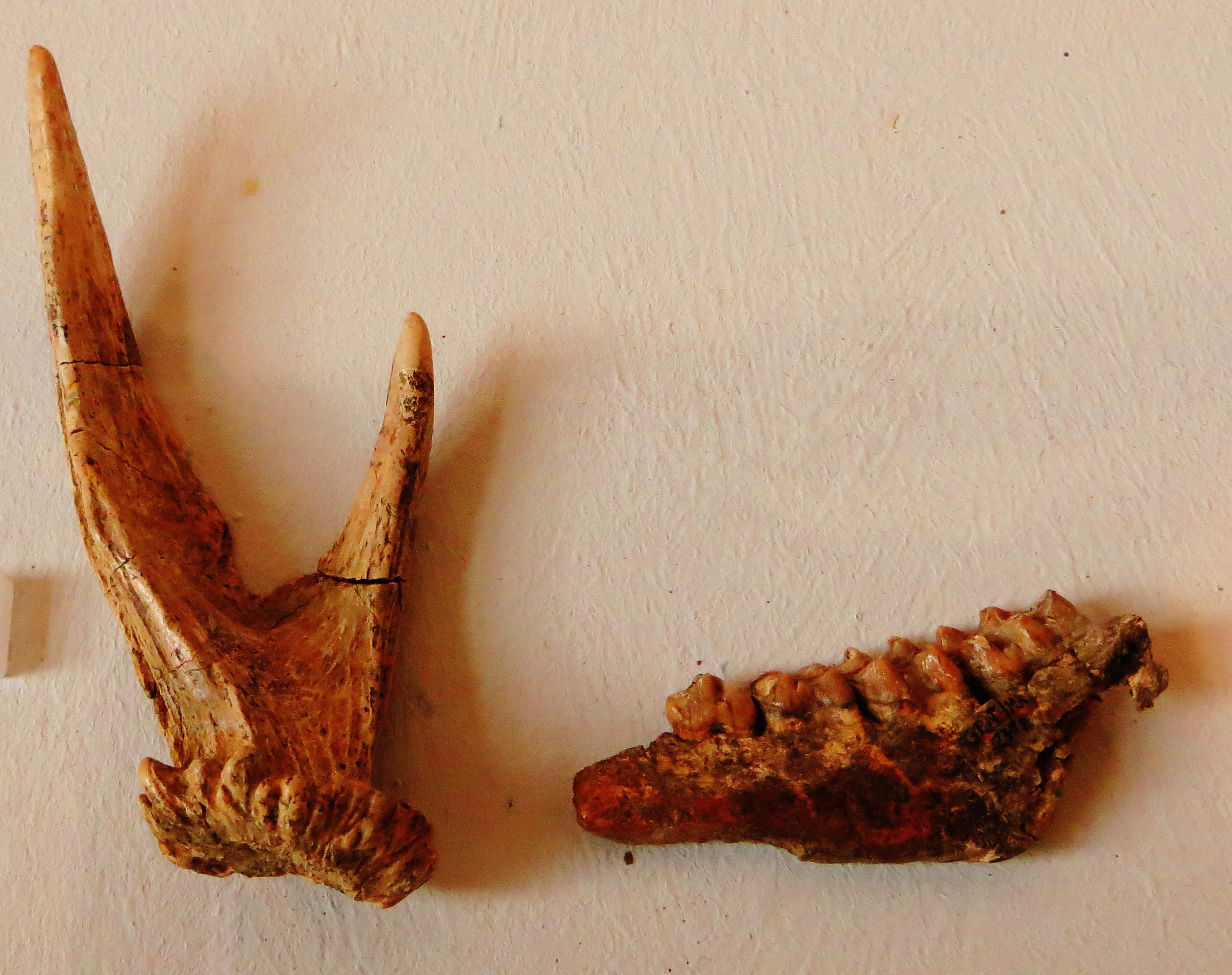
Corna e mandibola di Euprox furcatus

## Paleoecologia
La forma delle ossa delle zampe e in generale del corpo indicano che Euprox era adattato a un clima umido e che probabilmente viveva in folte foreste.